# 비아벨 게이지 변환
이론 물리학에서 비아벨 게이지 변환은 게이지 변환의 합성이 교환 법칙을 따르지 않는 경우를 의미한다. 즉, 게이지 군 {\displaystyle G}이 비아벨 군인 경우이다. 이와 대조적으로, 전자기학에서 게이지 군의 원래 선택은 가환군인 {\displaystyle U(1)}이었다. 현재 많은 게이지 이론들이 비아벨 게이지 변환을 쓰고 있다.
비아벨 리 군 {\displaystyle G}의 경우, 그 원소는 비가환이다. 즉, 일반적으로 다음을 만족하지 않는다 .
{\displaystyle a*b=b*a\,} .

특히, 무한소 변환들이 이루는 벡터 공간(리 대수)의 기저를 형성하는 생성자 {\displaystyle t^{a}} 에는 다음과 같은 교환 규칙이 있다.
{\displaystyle \left[t^{a},t^{b}\right]=t^{a}t^{b}-t^{b}t^{a}=C^{abc}t_{c}.}
여기서 구조 상수 {\displaystyle C^{abc}}는 가환성의 결여를 정량화하고, 비가환이므로 없어지지 않는다. 구조 상수가 처음 두 첨자와 실수에서 반대칭임을 추론할 수 있다. 정규화는 일반적으로 다음과 같이 선택된다( 크로네커 델타 사용).
{\displaystyle Tr(t^{a}t^{b})={\frac {1}{2}}\delta ^{ab}.}
이 직교 기저 내에서 구조 상수는 세 가지 첨자 모두에 대해 반대칭이다.
군의 원소 {\displaystyle \omega }는 항등원 근처에 다음과 같은 형태로 표현될 수 있다.
{\displaystyle \omega =exp(\theta ^{a}t^{a})}
여기서 {\displaystyle \theta ^{a}}들은 변환의 매개변수이다.
{\displaystyle \varphi (x)}를 주어진 표현 {\displaystyle T(\omega )}에서 공변하는 장이라 하자. 이는 게이지 변환 하에서 
{\displaystyle \varphi (x)\to \varphi '(x)=T(\omega )\varphi (x)}
를 얻는다는 것을 의미한다. 콤팩트 군의 모든 표현은 유니터리 표현과 동일하므로 일반성을 잃지 않고
{\displaystyle T(\omega )}
가 유니터리 행렬이 되도록 한다. 라그랑지안 {\displaystyle {\mathcal {L}}}이 장 {\displaystyle \varphi (x)}과 그 도함수 {\displaystyle \partial _{\mu }\varphi (x)}에만 의존한다고 가정한다:
{\displaystyle {\mathcal {L}}={\mathcal {L}}{\big (}\varphi (x),\partial _{\mu }\varphi (x){\big )}.}
군 원소 {\displaystyle \omega }가 시공간 좌표(전역 대칭)와 무관하면, 변환된 장의 도함수는 장 도함수의 변환과 동일하다.
{\displaystyle \partial _{\mu }T(\omega )\varphi (x)=T(\omega )\partial _{\mu }\varphi (x).}
따라서 해당 장 {\displaystyle \varphi }과 그 도함수도 같은 방식으로 변환된다. 표현의 유니터리성으로 인해 다음과 같은 스칼라 곱 {\displaystyle (\varphi ,\varphi )}, {\displaystyle (\partial _{\mu }\varphi ,\partial _{\mu }\varphi )} 또는 {\displaystyle (\varphi ,\partial _{\mu }\varphi )}는 비아벨 군의 전역적 변형 하에서는 불변이다.
이러한 스칼라 곱으로 구성된 모든 라그랑지안은 전역적으로 불변이다.
{\displaystyle {\mathcal {L}}{\big (}\varphi (x),\partial _{\mu }\varphi (x){\big )}={\mathcal {L}}{\big (}T(\omega )\varphi (x),T(\omega )\partial _{\mu }\varphi (x){\big )}.}